# Esquadrão N.º 226 da RAF
O Esquadrão N.º 226 foi uma unidade da Força Aérea Real que existiu como um esquadrão de bombardeiros durante a Primeira e a Segunda Guerras Mundiais e como parte da força de mísseis balísticos nucleares do Reino Unido no início dos anos 1960.

## Aeronaves operadas na Segunda Guerra Mundial
- Fairey Battle I[1]
- Bristol Blenheim IV[1]
- Boston III and IIIA[1]
- North American Mitchell II[1]
- North American Mitchell III[1]